# 曲索 (西北梅克伦堡县)
曲索是德国梅克伦堡-前波美拉尼亚州的一个市镇。总面积19.38平方公里，总人口321人，其中男性174人，女性147人（2011年12月31日），人口密度17人/平方公里。